# ハヤコン
ハヤコン（Hayate no gotoku! Radio the combat butler）は、アニメ『ハヤテのごとく!』の連動ラジオ番組で、音泉で配信されていた。『ハヤテのごとく! Radio the combat butler』の後継番組。

## パーソナリティー
- 白石涼子 （綾崎ハヤテ役）
- 釘宮理恵 （三千院ナギ役）

## 配信詳細など
- 放送 - 2008年5月23日〜5月29日（予告編）、2008年5月30日〜2009年3月31日（本編）
- 配信 - 毎月末最終営業日更新（音泉）[2]
- スポンサー - タブリエ・コミュニケーションズ、COSPA

## 概要
本編は同年5月30日から月末の最終営業日（月の最後の平日）に1回更新。 若本規夫（天の声）による予告編（40 - 50秒前後）が最新配信3 - 4日前に音泉で配信されていた。
第1期『ハヤテのごとく! Radio the combat butler』の略称「ハヤコン」が好評だったため、第2期はこれが正式な番組名になった。
第1期と比べ、ゲストが毎回登場するようになったが登場時間はゲストコーナーのパートのみで短く、フル出演ではない。
2008年12月14日に秋葉原UDXシアターで『ハヤコン』と『絶対可憐チルドレン』（絶チル）のインターネットラジオ『絶対可憐放送局』の合同公開収録が開催された（釘宮はスケジュールの都合で欠席、代わりにビデオメッセージで登場した）。代行パーソナリティにはマリア役の田中理恵、ゲストに1回目（#8）は小杉十郎太（『ハヤテ』タマ役／『絶チル』桐壺帝三役）、2回目（#9）は遊佐浩二（『絶チル』から兵部京介役）が登場した。
ハヤコン2期最終回にて、アニメイトTVによる続編が発表された。

## コーナー
ふつおた
2人へのおたよりや『ハヤテのごとく!』に対する疑問・質問、ゲストに聞いてみたい質問
ハヤコン三千院放送局
ドラマパート。このラジオドラマ後にゲストが登場する。
ナギ子の部屋・ハヤ子の部屋（第1回 - 第3回）
ここだけの話、どうでもいい話、やってみたいキャラクターなど（「ナギ子」と「ハヤ子」は毎回交代する）。
熱烈歓迎三千院家（第4回以降）
パーソナリティーとゲストがゲームで対決。ゲストには対決後、勝ち負けの結果によっておもてなし度アップカードかおもてなし度ダウンカードを引いてもらい、出たカードによっておもてなしのレベルが上は"超VIP待遇"から下は"新人AD扱い"までレベルが変わる。
ただし、この決定したおもてなしを受けるのは対決をしたゲスト本人ではなく次回登場するゲストに適用される。放送終了時点で判明しているランクについては以下の通り。
- おもてなし度アップカード
超VIP待遇（1番いい扱い）→大切なお客様（2番目にいい扱い）→普通のお客様（3番目にいい扱い）
- おもてなし度ダウンカード
かけだし芸人扱い（下から2番目）→新人AD扱い（最低ランク）

インフォメーション
『ハヤテのごとく!』のお知らせ。毎回何かになりきって知らせる（例 - 「背の小さい名探偵風」）。ただし、他作品のキャラクターの場合は明確に言わず、#3（2008年7月31日）の時のように「やんちゃな幼稚園児風」表現を変えて自主規制している。
通常はパーソナリティー2人で行うが、公開収録時の#8と#9は釘宮が不在だったためゲストの小杉十郎太と遊佐浩二でそれぞれ一緒に行った。

### ゲスト
- このラジオは毎月ゲストが登場していた。
- ゲストの予告については更新の2週間程前に番組HP（音泉の「ゲスト情報」 - ウェイバックマシン（2005年11月26日アーカイブ分）欄）で発表された。

| 放送回数 | 配信日         | ゲスト                                                                | おもてなし                                     | 備考                           |
| -------- | -------------- | --------------------------------------------------------------------- | ---------------------------------------------- | ------------------------------ |
| 第1回    | 2008年5月30日  | 若本規夫（天の声役）                                                  | -                                              | -                              |
| 第2回    | 2008年6月30日  | 鳥海浩輔（冴木ヒムロ役）                                              | -                                              | -                              |
| 第3回    | 2008年7月31日  | 志村知幸（サンタ役）                                                  | -                                              | -                              |
| 第4回    | 2008年8月29日  | 生天目仁美（桂雪路役）                                                | この回から『熱烈歓迎三千院家』開始             | -                              |
| 第5回    | 2008年9月30日  | 佐藤利奈（牧村志織役）                                                | 新人AD扱い（何もなし）                         | -                              |
| 第6回    | 2008年10月31日 | 高橋美佳子（西沢歩役）                                                | 大切なお客様（スイートポテト）                 | -                              |
| 第7回    | 2008年11月28日 | 松来未祐（鷺ノ宮伊澄役）                                              | それなりのお客様（普通のお菓子）               | -                              |
| 第8回    | 2008年12月26日 | 田中理恵（マリア役） 小杉十郎太（タマ役）                             | 大切なお客様（堂島ロールケーキ）               | 『絶対可憐放送局』合同公開録音 |
| 第9回    | 2009年1月30日  | 田中理恵（マリア役） 遊佐浩二（『絶対可憐チルドレン』から兵部京介役） | 超VIP待遇（堂島ロールケーキ丸々1個とおでん缶） | 『絶対可憐放送局』合同公開録音 |
| 第10回   | 2009年2月27日  | 中島愛（渡良瀬ミカゲ役）                                              | それなりのお客様（プリン）                     | -                              |
| 第11回   | 2009年3月31日  | なし                                                                  | なし                                           | -                              |